# فريد كوريماتسو
فريد تويوسابورو كوريماتسو (بالإنجليزية: Fred Korematsu)‏ (30 يناير 1919 – 30 مارس 2005) هو ناشط أمريكي للحقوق المدنية، عارض احتجاز الأمريكيين اليابانيين خلال الحرب العالمية الثانية. بعد فترة قصيرة من إطلاق البحرية الإمبراطورية اليابانية هجومًا على بيرل هاربر، أصدر رئيس الولايات المتحدة فرانكلين روزفلت القرار التنفيذي 9066 الذي سمح بترحيل الأمريكيين اليابانيين الذين يقطنون على الساحل الغربي للولايات المتحدة من منازلهم وسجنهم بشكل إلزامي في معسكرات اعتقال، لكن عوضًا عن ذلك، اعترض كوريماتسو على الأوامر وأصبح فارًا من وجه العدالة.
أيُّدت شرعية قوانين الاعتقال من قِبل المحكمة العليا للولايات المتحدة في قضية كوريماتسو ضد الولايات المتحدة. أُلغي حكم كوريماتسو رسميًا بعد أربع وسبعين عامًا في قضية ترامب ضد هواي 585، الولايات المتحدة الأمريكية، (2018). أُلغيت إدانة كوريماتسو بالهروب من الاعتقال بعد أربع عقود بسبب الكشف عن أدلة جديدة تطعن ضرورة الاعتقال، حجبت حكومة الولايات المتحدة هذه الأدلة عن المحكمة خلال الحرب.
نُفذت للمرة الأولى مناسبة إحياء ذكرى رحلته كناشط لحقوق الإنسان المدنية بعد وفاته «يوم فريد كوريماتسو للحقوق المدنية والدستور» في عيد ميلاده 92 في 30 يناير 2011، وكان أول إحياء ذكرى من هذا النوع للأمريكيين الآسيويين في الولايات المتحدة الأمريكية. في 2015 أصدرت فرجينيا تشريعات لتكون الولاية الثانية التي تعترف بصورة دائمة بكل 30 يناير بيوم فريد كوريماتسو.
أُنشئت مؤسسة فريد تي كوريماتسو عام 2009 لمواصلة إرث فريد كوريماتسو للدفاع عن الحقوق المدنية عن طريق التوعية والمناداة للحريات المدنية لجميع الأقليات.

## السيرة الذاتية

### نشأته
وُلِدَ فريد تويوسابورو كوريماتسو في أوكلاند، كاليفورنيا في 30 يناير 1919، كان ترتيبه الرابع من بين أربعة أبناء لوالدين أمريكيين يابانيين، كاكسابرو كوريماتسو وكوتسي أوكي، هاجرا إلى الولايات المتحدة في 1905. أقام كوريماتسو في أوكلاند من ولادته إلى اعتقاله. درس في المدارس العامة، وشارك في فريق ثانوية كاستليمونت (أوكلاند، كاليفورنيا) للتنس والسباحة، وعمل في مشتل أزهار عائلته بالقرب من سان ليندرو (كاليفورنيا). واجه العنصرية في مدرسته الثانوية عندما وزع ضابط التجنيد منشورات التجنيد لأصدقاء كوريماتسو غير اليابانيين. قال الضابط لكوريماتسو «لدينا أوامر بعدم قبولك». وحتى والدا صديقته إيدا بويتانو الإيطاليان شعرا أن ذوي الأصل الياباني أدنى مرتبة ولا يمكن خلطهم مع البيض.

### الحرب العالمية الثانية
عندما استُدعي للخدمة العسكرية تحت قانون التدريب والخدمات الانتقائية عام 1940، رُفض كوريماتسو بشكل رسمي من قِبل القوات البحرية في الولايات المتحدة الأمريكية بسبب قرحة هضمية، لكن يُعتقد أنه رُفض بسبب أصوله اليابانية. عوضًا عن ذلك تدرب ليصبح لحامًا، وذلك بغرض إشراك خدماته في المساعي الدفاعية. أولًا عمل لحامًا في حوض بناء السفن. عندما ذهب في يوم من الأيام للعمل وجد بطاقة دوامه مفقودة، فسر له زميله في العمل سريعًا أنه ياباني وبالتالي لا يُسمح له بالعمل هناك. وجد بعد ذلك وظيفة جديدة، لكنه طُرد بعد أسبوع عندما عاد مشرف العمل من عطلة طويلة وعثر عليه يعمل هناك. خسر كوريماتسو جميع الوظائف بعد الهجوم على بيرل هاربر بسبب أصوله اليابانية.
في 27 مارس عام 1942 منع الجنرال جون إل ديويت، قائد قيادة الدفاع الغربية، الأمريكيين اليابانيين من مغادرة حدود المنطقة العسكرية رقم واحد وذلك من أجل التحضير لترحيلهم بشكل نهائي إلى معسكرات الاعتقال. خضع كوريماتسو لجراحة تجميلية لجفنيه في محاولة فاشلة للعبور كقوقازي، وغير اسمه إلى كلايد سارة وادعى أنه إسباني ذو إرث هاوايي.
في 3 مارس عام 1942 عندما أمر الجنرال ديويت إبلاغ اليابانيين بالتجمع في المراكز في 3 مايو كتمهيد لترحيلهم إلى معسكرات الاعتقال، رفض كوريماتسو التجمع وذهب للاختباء في منطقة أوكلاند. ألُّقي القبض عليه في ستريت كورنر في سان ليندرو في 30 مايو 1942 واحُّتجز في السجن في سان فرانسيسكو. بعد فترة قصيرة من إلقاء القبض على كوريماتسو، سأله إرنست بيسغ رئيس الاتحاد الأمريكي للحريات المدنية في كاليفورنيا الشمالية إن أراد استخدام قضيته لفحص شرعية احتجاز الأمريكيين اليابانيين. وافق كوريماتسو وكلف محامي الحقوق المدنية واين إم كولينز. لكن في الواقع طالب الاتحاد الأمريكي للحريات المدنية ببيسغ، مدير منطقتها الخاصة، بعدم الدفاع عن قضية كوريماتسو، لأن العديد من الأعضاء البارزين في الاتحاد الأمريكي للحريات المدنية كانوا مقربين من الرئيس روزفلت، ولم يريدوا أن يظهر الاتحاد الأمريكي للحريات المدنية بمظهر سلبي خلال فترة الحرب. على الرغم من كل هذا، قرر بيسغ الدفاع عن قضية كوريماتسو.
شعر كوريماتسو أن «جميع الناس ينبغي أن يحصلوا على محاكم عادلة والفرصة للدفاع عن ولائهم في المحاكم بطريقة ديمقراطية، لأنه بسبب قضايا كهذه، سُجن الناس من دون أي محاكمة منصفة». في 12 يونيو 1942 حصل على موعد محاكمته ودفع كفالة بقيمة 5000 دولار (بما يعادل 76,670.06 دولار في 2018). بعد استدعاء كوريماتسو في 18 يونيو 1942 دفع بيسغ الكفالة وعندما عزم هو وكوريماتسو على المغادرة، جاءت الشرطة العسكرية وقال بيسغ لكوريماتسو أن يذهب معهم. أخذت الشرطة العسكرية كوريماتسو إلى المعتقل. حُوكم كوريماتسو وأدُّين في المحكمة الفيدرالية في 8 سبتمبر 1942 لانتهاكه القانون العام رقم 503، الذي يُجرِّم انتهاك القوانين العسكرية الصادرة بموجب سلطة القرار التنفيذي 9066، وخضع لمدة خمس سنين لإطلاق السراح المشروط. أُخذ من غرفة المحكمة إلى مركز تجمع تانفوران، وبعدها وضُّع هو وعائلته في مركز ترحيل يوتا المركزي، في توباز، يوتا. وبسبب كونه عاملًا غير محترف، كانت مستحقاته هي الحصول على 12 دولار فقط في الشهر (بما يعادل 184.01 دولار في 2018) للعمل لمدة ثمان ساعات في المخيم. وُضع في حجرة للخيول مع لمبة واحدة، قال لاحقًا أن «السجن كان أفضل من هذا».
أشاد بعض الناس بموقف كوريماتسو والبعض الآخر انتقده. تعاون السكان اليابانيون الذين يعيشون على الساحل الغربي مع قرار الحكومة بالاحتجاز، آملين إثبات وفائهم كأمريكيين، بما في ذلك انضمام أعضاء رابطة المواطنين الأمريكيين اليابانيين. كان كوريماتسو مُحتقرًا بسبب أنشطته المعارضة تجاه أوامر الحكومة، وكان يُنظر إليه بأعين اليابانيين الأمريكيين على أنه تهديد. ذكر كوريماتسو أنه شعر بالوحدة عندما انتقلت عائلته إلى معسكر الاعتقال في توباز، لأن المواطنين المسجونين تعرفوا عليه وشعر البعض، أو الأغلبية بأنهم إن تكلموا معه سيُعتبرون مثيرين للشغب.
لجأ كوريماتسو بعد ذلك إلى محكمة الاستئناف الأمريكية، التي قامت بمراجعة في 27 مارس 1942، لكنها أيدت الحُكْم الأصلي في 7 يناير 1944. لجأ إلى محكمة الاستئناف ثانيًة ونقل قضيته إلى المحكمة العليا للولايات المتحدة، حصل على مراجعة في 27 مارس 1944. في 18 ديسمبر 1944 في 3-6 قرارات صاغها القاضي هوغو بلاك، قررت المحكمة أن الاستبعاد الإلزامي مبرر خلال حالات «الطوارئ والتهديد».
قررت المحكمة غيابيًا في ديسمبر 1944 أن تمنح ميتسويي إندو حريتها من المعسكر بسبب اعتراف وزارة العدل وسلطة الترحيل الحربية أن إندو كانت «مواطنة مخلصة وتحترم القانون»، وأنه لا يوجد سلطة لاحتجاز المواطنين المخلصين فترة أطول من اللازم من أجل الفصل بين المخلصين والخائنين. لم تعالج قضية إندو إن كان الترحيل الأولي دستوريًا كما حصل في قضية كوريماتسو.

## روابط خارجية
- فريد كوريماتسو على موقع IMDb (الإنجليزية)
- فريد كوريماتسو على موقع إن إن دي بي (الإنجليزية)
- فريد كوريماتسو على موقع قاعدة بيانات الفيلم (الإنجليزية)